# Pirot
Pirot (em cirílico: Пирот) é uma vila da Sérvia e o centro administrativo do distrito de Pirot, na região de Visok. A sua população era de 38432 habitantes segundo o censo de 2011.

## Demografia
| 1948  | 1953  | 1961  | 1971  | 1981  | 1991  | 2002  | 2011  |
| ----- | ----- | ----- | ----- | ----- | ----- | ----- | ----- |
| 11868 | 13175 | 18415 | 29298 | 36293 | 40267 | 40678 | 38432 |